# Lyrurus tetrix
El gallo lira común (Lyrurus tetrix) es una especie de ave galliforme de la familia Phasianidae incluida en el género Lyrurus. Es un ave sedentaria, polígama y sociable durante todo el año, símbolo de los Alpes.

## Descripción
El plumaje de esta ave es negro con reflejos azules, sus alas son café-negras con una pequeña barra blanca. Las partes de abajo de las alas y de la cola son blancas. La cola se termina en forma de lira, de ahí su nombre. Las patas son cortas y emplumadas. 
Encima del ojo, una cresta roja de talla variable se desarrolla durante la primavera. La hembra lleva una librea café y rosácea con barras negras. La cola es apenas medio abierta. La hembra o gallina tiene una talla de 50 a 53 cm y un peso de 400 a 450 g, mientras que el gallo tiene una talla de 60 cm y un peso de 1,1 a 1,4 kg. Tiene una envergadura de 65 a 80 cm y una longevidad de 6 a 9 años. 

## Reproducción

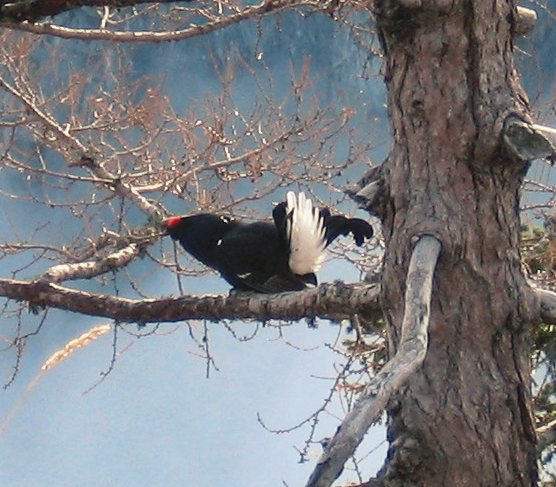
Macho de Tetrao tetrix.

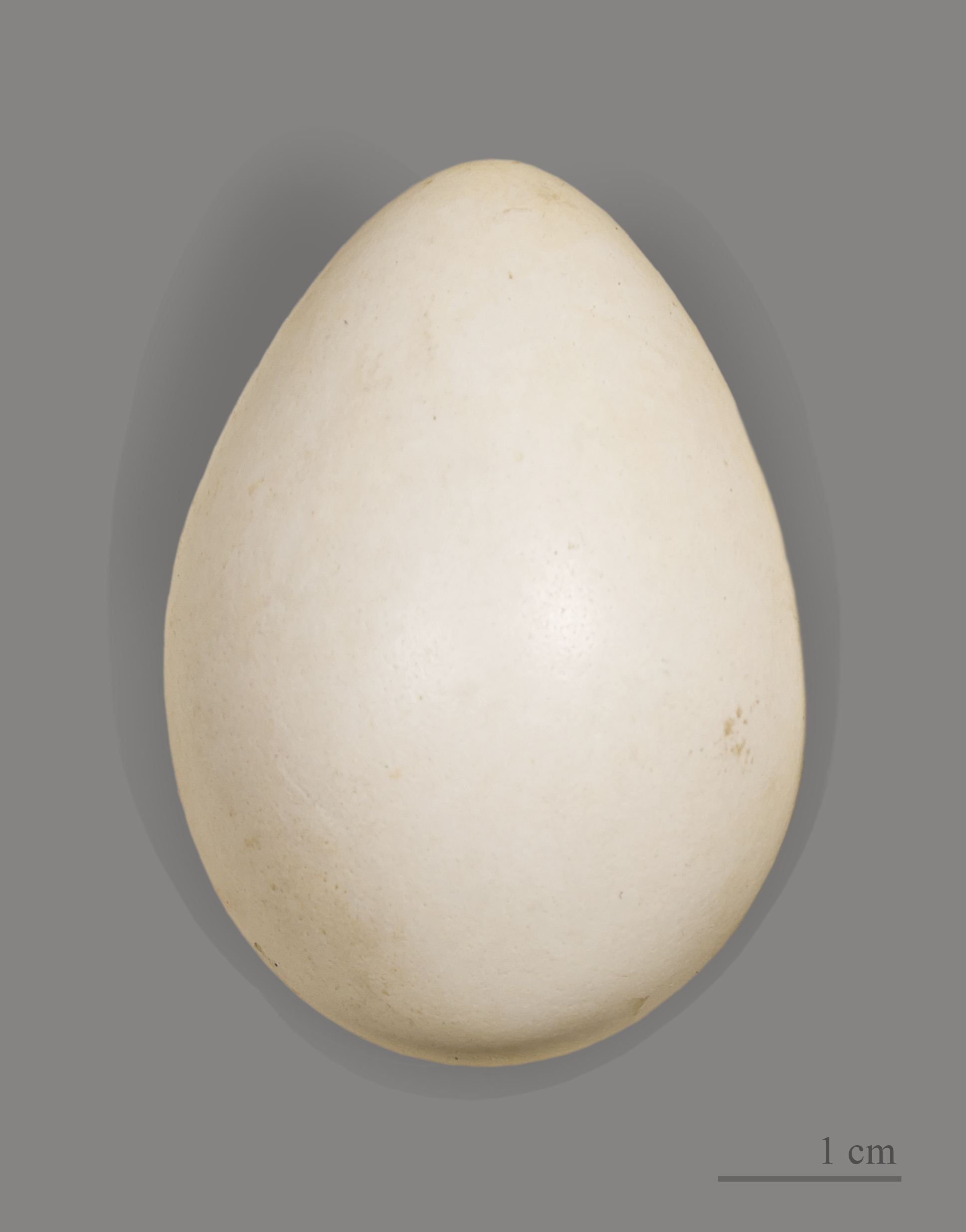
Huevo de Lyrurus tetrix tetrix

La hembra pone entre 6 y 12 huevos hacia finales de mayo o principio de junio. Acostumbra poner los huevos simplemente en el suelo o en un pequeño agujero. Las gallinas y los huevos incubados son muy vulnerables.  
Los gallos lira son conocidos por los enfrentamientos y desafíos entre machos a través de sus cantos. 

## Alimentación
Es un ave mayormente vegetariana. Se nutre de hojas, brotes, granos, flores y bayas, y completa su alimentación con insectos, arañas y algunos invertebrados. 
Entre los mayores depredadores del gallo lira se encuentran: el halcón, el zorro, el jabalí, los mustélidos y los córvidos para los huevos.

## Repartición geográfica
El gallo lira tiene presencia en Gran Bretaña, Europa del Norte y del Este, en los Alpes y los Cárpatos, en Siberia hasta el océano Pacífico.
Aunque sea un ave muy extendida en los Alpes, actualmente se encuentra en regresión, sus poblaciones disminuyen fuertemente, particularmente en los sectores donde se encuentran las instalaciones turísticas.

## Subespecies
Se conocen seis subespecies de Lyrurus tetrix:
- Lyrurus tetrix baikalensis - Sureste de Siberia al Norte de Mongolia y Noroeste de Manchuria.
- Lyrurus tetrix britannicus - Norte de Inglaterra, Escocia y Hébridas.
- Lyrurus tetrix mongolicus - Altái rusos al Turquestán chino.
- Lyrurus tetrix tetrix - Escandinavia a Francia y Norte de Italia; al este hasta Siberia.
- Lyrurus tetrix tschusii - Sur de Siberia al noroeste de Altái y montes Sayan.
- Lyrurus tetrix viridanus - Sureste de Rusia a Siberia.